# Dipterocarpus littoralis
Espèce
Classification phylogénétique
Statut de conservation UICN

 CR B1+2c, C2a : 
En danger critique
Dipterocarpus  littoralis est une espèce de plantes à fleurs de la famille des Diptérocarpacées. C'est un grand arbre sempervirent de Java.

## Répartition
Confiné à l'île côtière de Nusa Kambangan sur une surface de 80 km2.

## Préservation
En danger critique d'extinction du fait de la déforestation.